# Модок (национальный резерват дикой природы)
Модок (англ. Modoc National Wildlife Refuge) — национальный резерват дикой природы на северо-востоке штата Калифорния, США. Расположен в высокой пустынной долине на западной оконечности Большого Бассейна, на территории округа Модок. Является домом для более чем 250 видов птиц, а также множества видов других животных. Площадь резервата составляет 28 км².
Будучи расположенным всего в 60 милях к востоку от болот бассейна реки Кламат, Модок является важным местом остановки для перелётных водоплавающих птиц, таких как утки и гуси. Кроме того, резерват является важным гнездовьем для 76 видов уток, гусей и других видов.
Во время весенней и осенней миграций резерват привлекает множество любителей наблюдения за птицами. Ежегодно Модок посещают около 45 000 человек для того чтобы охотиться, рыбачить и отдыхать на природе.